# Lernfabrik
Lernfabriken stellen realistische Produktionsumgebungen für die berufliche Weiterbildung, Lehre und Forschung dar. In den letzten Jahrzehnten wurden zahlreiche Lernfabriken von Forschungsinstituten und Industrieunternehmen entwickelt und aufgebaut.

## Definition
Der Begriff Lernfabrik setzt sich aus zwei Wörtern zusammen: „Lernen“ steht für das übergeordnete Ziel Kompetenzen zu entwickeln; „Fabrik“ für das Abbild einer realistischen Produktionsumgebung. Eine allgemein anerkannte Definition wurde innerhalb der CIRP CWG vereinbart und in der CIRP Encyclopedia veröffentlicht: Laut der Internationalen Akademie für Produktionstechnik (CIRP) wird eine Lernfabrik definiert durch
- Prozesse, die authentisch sind, mehrere Stationen und sowohl technische als auch organisatorische Aspekte umfassen,
- eine veränderbare Umgebung, die einer realen Wertschöpfungskette entspricht,
- ein physisches Produkt, das hergestellt wird, und
- ein didaktisches Konzept, das formelles, informelles und nicht-formelles Lernen vor Ort durch die aktive Beteiligung der Lernenden ermöglicht wird.

Der Primärzweck einer Lernfabrik stellt demnach Lernen durch Lehre, Weiterbildung und/oder Forschung. Ergebnisse sind zum einen Kompetenzentwicklung oder zum anderen Innovation. Ein nachhaltiges Betreibermodell sorgt für den langfristigen Erfolg einer Lernfabrik.
Der Unterschied zwischen Lernfabriken und Modellfabriken besteht darin, dass Lernfabriken ein didaktisches Konzept und ein Betreibermodell für die Ausbildung bieten. In Österreich werden an Lernfabriken und Modellfabriken angelehnte Produktionsumgebungen als Pilotfabriken bezeichnet.

## Geschichte
Der Begriff „Lernfabrik“ wurde erstmals 1994 in den USA geprägt, als die National Science Foundation (NSF) ein Konsortium der Pennsylvania State University förderte. Auf einer 2000 m² großen Anlage wurden industrienahe Projekte mit Maschinen, Werkzeugen und Materialien durchgeführt. Reale Probleme der Industrie konnten in einer realistischen Umgebung gelöst werden. Im Jahr 2006 erhielt das Programm den Gordon-Preis der National Academy of Engineering für Innovation in der Ingenieurausbildung.
In Europa wurden in den letzten zehn Jahren immer mehr Lernfabriken entwickelt. Eine der ersten Lernfabriken dieser Welle ist das 2007 gegründete „Center für industrielle Produktion“ des Instituts für Produktionsmanagement, Technologie und Werkzeugmaschinen (PTW) der TU Darmstadt (siehe Abschnitt 3). Im Jahr 2011 wurde die Initiative 'Europäische Lernfabriken' während der ersten Conference on Learning Factories in Darmstadt gegründet. Die Initiative führte zu einer langjährigen europäischen Zusammenarbeit zum Thema Lernfabriken. Im Jahr 2017 beschloss die Initiative, nicht nur europäische Lernfabriken einzubeziehen, sondern auch weltweit. Im Zuge dessen benannte sich die Initiative in „International Association of Learning Factories“ um.

## Beispiele bestehender Lernfabriken
Quelle:

### Lernfabriken im akademischen Bereich

#### Technische Universität Darmstadt: Prozesslernfabrik CiP
In der Prozesslernfabrik CiP der TU Darmstadt steht die Entwicklung von Kompetenzen für Lean Production und Industrie 4.0 im Mittelpunkt. Sie wurde 2007 in Zusammenarbeit mit der Unternehmensberatung McKinsey gegründet. Dabei werden Fertigung, Qualitätskontrolle, Montage, Verpackung und indirekte Prozesse dargestellt. Das abgebildete Produkt ist ein Pneumatikzylinder, der sowohl in acht Varianten als auch mit kundenindividuellen Abmessungen hergestellt wird. Auf ca. 500 m² können Methoden der schlanken Produktion angewendet werden. Die Lernfabrik kann verschiedene Szenarien von einem verschwendungsreichen bis hin zu einem schlanken, digitalen Zustand abbilden. Die 15 verschiedenen Lernmodule gliedern sich in Lean-Basics, Lean-Kernelemente und Lean Thinking. Innerhalb eines Lernmoduls wechseln sich praktische Anwendungen mit Fachvorträgen ab. Die Prozesslernfabrik CiP ist Teil des vom Bundesministerium für Wirtschaft und Energie geförderten Kompetenzzentrums für den Mittelstand im Rhein-Main-Gebiet. Mit neu implementierten Industrie 4.0-Technologien werden Konzepte der schlanken Produktion erweitert. Außerdem werden neue Technologien demonstriert: z. B. Traceability, Assistenzsysteme, digitales Shopfloor Management, vorbeugende Instandhaltung, Milk Run 4.0 und fahrerlose Transportsysteme. Durch aktuelle Forschungsergebnisse werden die entwickelten Schulungen ständig erweitert. Darüber hinaus hat das Institut weltweit eine Vielzahl von Lernfabriken für Forschungsinstitute und Industrieunternehmen aufgebaut.

#### Technische Universität Wien: Pilot Factory
In der Pilotfabrik der TU Wien liegt der Schwerpunkt auf Industrie 4.0. Eine realistische Testumgebung mit Maschinen, realen Produktionsprozessen und einem realen Produkt wird simuliert. Auf 900 m² wird ein 3D-Drucker produziert, dessen Abmessungen nach Kundenwunsch konfiguriert werden kann. Verschiedene Industrie 4.0-Konzepte werden dargestellt, z. B. die Adaptionsfähigkeit von Prozessen und dem Layout, Mensch-Maschine-Interaktion sowie die Nutzung von Datenanalysen zur Transparenz und Optimierung. Ein fahrerloses Transportsystem verbindet die Fertigung mit der Montage. Die Materiallieferung erfolgt automatisch. Darüber hinaus werden die Bediener durch kollaborative Roboter, Assistenzsysteme, Sensorik und Bildverarbeitung unterstützt.

#### Stellenbosch University: Stellenbosch Learning Factory
Die Stellenbosch Learning Factory bietet Schulungen für die schlanke Produktion und Ergonomie. Außerdem stellt sie eine Forschungsplattform für Industrie 4.0 dar. Zielgruppen sind Industriepartner und Studierende des Wirtschaftsingenieurwesens. Zu den Neuentwicklungen gehört ein Doppel-Master-Programm mit der Hochschule Reutlingen. Deutsche Studierende haben die Möglichkeit, eine Summer School zu besuchen. In der Lernfabrik sind ein RFID Track-and-Trace-System und eine Echtzeit-KPI-Visualisierung integriert.

#### University of Windsor: iFactory
Die iFactory der University of Windsor fokussiert sich auf die Themenschwerpunkte „integriertes Produkt“, „Systemlernen“ und „Industrie 4.0“. Auf 200 m² werden Schreibtische und Automobil-Riemenspanner montiert. Die Verfolgung von Prozessen und die Planung und Disposition von Produktionsabläufen ist mit RFID-Tags möglich. Das Gesamtsystem ist modular und rekonfigurierbar mit Geräten von FESTO Didactic aufgebaut und. Der Primärzweck der Lernfabrik stellt Forschung, Lehre und Demonstration für Studierende und Industriepartner dar. Die Lernfabrik wurde 2011 errichtet und ist die erste ihrer Art in Nordamerika.

#### Université du Luxembourg: Operational Excellence Laboratory
Das Operational Excellence Laboratory der Université du Luxembourg ist ein Ort für Industriepartner, um praktische Erfahrungen mit Lean-Tools zu sammeln und neue Technologien im Zusammenhang mit Industrie 4.0 zu demonstrieren. Beispiele hierfür sind die Integration von RFID, Augmented Reality und digitalen Handbüchern. Darüber hinaus werden Master-Studierende der Ingenieurwissenschaften ausgebildet. Die Lernfabrik ist außerdem eine Plattform zur Nachrüstung neuer technologischer Features, um deren Verwendbarkeit in Montage- oder Demontagelinien zu entwickeln, zu analysieren und zu validieren. Das Produkt der Lernfabrik ist ein Locher.

#### Technische Universität München: Lernfabrik für schlanke Produktion (LSP)
Das gefertigte Produkt der Lernfabrik für schlanke Produktion der TU München ist ein Getriebe mit 24 Varianten. Die Umgebung setzt sich besteht aus der Montage, einem Kaizen-Workshop-Bereich und einem theoretischen Lehrbereich zusammen. Abgebildet werden die Prozesse Logistik, Montage, Qualitätskontrolle und Verpackung. Während der Schulung werden Methoden der schlanken Produktion bis zu einem verschwendungsarmen Zustand angewendet. Wissen wird in Theorie-Vorträgen vermittelt. Jährlich werden vier bis sechs Schulungen angeboten. Das mobile Equipment kann an jeden beliebigen Ort transportiert werden.

#### Ruhr-Universität Bochum: LPS Learning Factory
Die Themenschwerpunkte der LPS Lernfabrik sind Lean Production, Industrie 4.0 und Ressourceneffizienz. Sie wurde 2009 gegründet. Auf 1800 m² werden Flaschenverschlüsse und Flaschenkapselhalter hergestellt. Die Produktionsumgebung umfasst verschiedene Werkzeugmaschinen, Lasttransporte, manuelle Montageplätze und verschiedene Industrieroboter. Jedes Jahr besuchen 900 Studierende die Übungen der Lernfabrik. Darüber hinaus finden in der Lernfabrik zahlreiche Forschungsprojekte statt, z. B. ein Industrie 4.0 Reifegradmodell, Assistenz- und Lernsysteme, cyberphysikalische Produktionssysteme und Industrierobotik. Seit 2018 ist die Lernfabrik Teil des KMU 4.0 Kompetenzzentrums Siegen.

#### Universität Potsdam: Zentrum Industrie 4.0
Das Zentrum Industrie 4.0 (ehemals Anwendungszentrum Industrie 4.0) der Universität Potsdam ist eine hybride Simulationsumgebung, die virtuelle und reale Produktionskomponenten vereint. Wesentliche physische Komponenten der Lernfabrik sind Maschinendemonstratoren und Werkstückträger mit einer hohen Interoperabilität sowie ein flexibles Transportsystem, welches die Demonstratoren verbindet. Sowohl einzelne Produktionsschritte als auch komplette Wertschöpfungsketten können mithilfe der Maschinendemonstratoren und der mit Displays ausgestatteten Werkstückträger nachempfunden bzw. simuliert werden. Die einfache Einbindung von IoT-Technologien (z. B. AR- oder MR-Brillen) ist möglich. Ebenfalls können reale Maschinen (z. B. Roboter) in die Anlage integriert werden. Die (audio-)visuelle Darstellung der realen Betriebsumgebung ermöglicht im simulierten Produktionsprozess ein hohes Leven an Immersion bei den Lernenden. Aus didaktischer Perspektive werden Lernprozesse in speziellen Lernszenarien ermöglicht. Gemäß dem zugrundeliegenden subjektorientierten Lernverständnisses des didaktischen Konzeptes der Lernfabrik sollen innerhalb der Szenarien vorhandene Handlungsproblematiken adressiert oder neue Handlungsproblematiken bei Lernenden angeregt werden. Schulungen werden insbesondere im Kontext des produzierenden Gewerbes für verschiedene Interessengruppen (z. B. Betriebsräte in Kooperation mit dem IG-Metall Bildungszentrum Berlin) realisiert. Durch die hybride Simulationsumgebung kann der Herstellungsprozess einer breiten Produktpalette (z. B. Kniegelenke, Schokoladen-Tafeln und optische Linsen) simuliert werden.

#### Fachhochschule Aachen: LEAN LAB
Im LEAN LAB der Fachhochschule Aachen werden Spielzeug-LKW produziert. Über verschiedene Grundvarianten und Farbgebungen ist die Produktion von ca. 1400 Varianten möglich. Die Lernfabrik setzt sich aus dem Montagebereich sowie einem theoretischen Lehrbereich zusammen. Abgebildet werden folgende Prozesse: Logistik, Montage, Qualitätskontrolle und Verpackung. Die Produkte werden durch die Workshopteilnehmer in Runden hergestellt, wobei jede Runde durch Analyse und Optimierung ergänzt wird. So werden Methoden der schlanken Produktion vermittelt und angewendet, um das Ziel der verschwendungsarmen Produktion zu erreichen. Weitere, vertiefende Themen wie eine Alterungssimulation können abgebildet werden. Das LEAN LAB dient neben der Lehre als Plattform für Forschungsvorhaben und Drittmittel.

#### Hochschule Reutlingen: Werk150
Das Werk150 (ehemals ESB Logistik-Lernfabrik), die Fabrik der ESB Business School auf dem Campus der Hochschule Reutlingen, ist eine realitätsnahe Lern-, Entwicklungs- und Forschungsumgebung. Die 2014 gegründete Einrichtung stellt eine hochmoderne Infrastruktur für die Aus- und Weiterbildung von Studierenden bereit. Zudem werden hier aktuelle Fragestellungen der angewandten Forschung bearbeitet und neue Methoden, Werkzeuge und zukünftige Technologien sowie Steuerungsmethoden für wandlungsfähige Arbeits- und Logistiksysteme entwickelt und getestet. Die Ergebnisse der angewandten Forschung fließen kontinuierlich in die Lehre ein. Das Werk150 bildet ein exemplarisches Produktionsunternehmen mit seiner gesamten industriellen Wertschöpfungskette und einem wechselnden Produkt- und Dienstleistungsportfolio ab. Insbesondere Prozesse im Bereich Produkt- und Arbeitssystemengineering, Wareneingang, Lagerung, Kommissionierung, Produktion, Montage und Additive Fertigung sowie Distribution werden nachgebildet und ganzheitlich betrachtet.
Im Werk150 werden die Anforderungen und Einflüsse von Industrie 4.0 erforscht und in Lehre und Weiterbildung praxisorientiert vermittelt. Es verfügt über ein digitales Abbild, das mit der realen Fabrik über Informations- und Kommunikationstechnologien verbunden ist. So können sowohl Produkte als auch deren Produktion virtuell geplant und simuliert, die Fertigung digital gesteuert sowie der Zustand und die Lokalisierung von Aufträgen, Werkstücken und Ressourcen in Echtzeit überwacht werden.

#### Technische Universität Dresden: Process-to-Order Lab (P2O-Lab)
Das P2O-Lab ist eine ca. 110 m² große Lernfabrik auf dem Gelände der Technischen Universität Dresden. Aufbauend auf Lösungsansätzen aus den Bereichen Modularisierung, Digitalisierung und Künstlicher Intelligenz werden im P2O-Lab die nächsten Schritte untersucht um hochvariable Märkte mit nahezu binären Produktlebenszyklen zu bedienen. Das P2O-Lab stellt sich die Frage, welche Anforderungen, Modelle, Methoden, und Werkzeuge dafür erfüllt werden müssen. Als begleitende UserStory wird dabei das Ziel verfolgt, direkt aus der Produktbestellung einen geeigneten Prozess aus bestehenden Anlagenmodulen abzuleiten, zu evaluieren und umzusetzen. Die Erkenntnisse aus der aktuellen Forschung fließen anschließend in die Lehre der Fakultät Elektrotechnik an der TU Dresden ein. Zusätzlich haben Studierende sowie externe Personen die Möglichkeit im Rahmen von Workshops und Praktika Hands-on Erfahrungen im P2O-Lab zu sammeln.

### Lernfabriken in Unternehmen

#### MPS Lernplattform
Seit 2011 fertigt die MPS Lernplattform der Daimler AG auf 3000 m² verschiedene Produkte mit Schwerpunkt Lean Production. Dabei werden sowohl Originalkomponenten der Produktion als auch 1:10 Modelle in mehreren Simulationen verwendet. Die Umgebung setzt sich aus einem Presswerk, Karosseriebau, Lackiererei, Montage und Logistik als Teilbereiche der Automobilindustrie zusammen. Die montierten Produkte können nach der Schulung wiederverwendet werden. Die Schulungen werden von qualifizierten Trainern der Daimler AG durchgeführt, die sowohl über didaktisches Hintergrundwissen als auch über langjährige Erfahrung im Produktionsbereich verfügen. Die Ausbildung besteht zu 20 % aus Theorie und 80 % aus Praxis. Mehr als zehn verschiedene Lernmodule werden für die Teilnehmenden angeboten, die wichtige Erkenntnisse für ihre tägliche Arbeit mitnehmen. Die MPS Lernplattform setzt dabei zunehmend auf die Zusammenarbeit mit externen Partnern wie der TU Darmstadt.

#### Festo Learning Factory Scharnhausen
Die Festo Lernfabrik in Scharnhausen wird seit 2014 von der Festo AG mit vier verschiedenen Themen betrieben: Mechanische Bearbeitung (1), Ventilmontage (2), Automatisierung und Prozessoptimierung (3), Verwaltung der Lernfabrik (4). Auf 220 m² werden in vier Räumen pneumatische Ventile gefertigt. An 14 verschiedenen Arbeitsplätzen werden über 40 Lernmodule angeboten. Die Teilnehmenden sind ausschließlich unternehmensintern mit Fokus auf die Ausbildung neuer Bediener und die Weiterqualifizierung von bestehender Beschäftigten. Teamleiter oder qualifizierte Spezialisten aus den Teams schulen die Bediener selbst. Dafür wurden 'Train-the-Trainer'-Module entwickelt. Die Schulungen werden kontinuierlich weiterentwickelt. Neue Produkte, neue Prozesse und neue Produktionsanlagen werden integriert.
| Name                                         | Unternehmen                                       | Land         | Product                                                                | Thema |
| -------------------------------------------- | ------------------------------------------------- | ------------ | ---------------------------------------------------------------------- | --- |
| Prozesslernfabrik CiP                        | Technische Universität Darmstadt                  | Deutschland  | Pneumatikzylinder                                                      | Schlanke Produktion und Industrie 4.0                                                                              |
| DFA Demonstration Factory                    | RWTH Aachen                                       | Deutschland  | E-Mobilitätsfahrzeuge                                                  | Industrie 4.0, Prototypen und Industrialisierung                                                                   |
| Die Lernfabrik                               | TU Braunschweig                                   | Deutschland  | Diverse Produkte                                                       | Nachhaltige Produktion, CPPS, Urban Production                                                                     |
| E\|Drive-Center                              | Friedrich-Alexander-Universität Erlangen-Nürnberg | Deutschland  | Elektromotoren                                                         | Produktionstechnologie                                                                                             |
| Werk150 (ehemals ESB Logistik-Lernfabrik)    | ESB Business School, Hochschule Reutlingen        | Deutschland  | City Roller & Zubehör                                                  | Konzeption, Implementierung, Optimierung und Digitalisierung von teilautomatisierten Montage- und Logistiksystemen |
| ETA-Factory                                  | PTW, TU Darmstadt                                 | Deutschland  | Steuerplatte für Hydraulikpumpe, Getriebe-Wellen-Kombination           | Energie-Effizienz, Energie-Flexibilität                                                                            |
| Festo Learning Factory Scharnhausen          | Festo AG                                          | Deutschland  | Pneumatische Ventile                                                   | Arbeitsplatzorientierte Schulungen, Industrie 4.0 und Lean Production                                              |
| iFactory                                     | University of Windsor                             | Kanada       | Schreibtische, Riemenspanner                                           | Integrierte Produkte - Systemlernen, Industrie 4.0                                                                 |
| IFA-Learning Factory                         | Leibniz Universität Hannover                      | Deutschland  | Helikopter und Komponenten                                             | Fabrikplanung, schlanke Produktion, PPS                                                                            |
| Integrated Learning Factory                  | Ruhr-Universität Bochum                           | Deutschland  | Bohrmaschinen                                                          | Zusammenarbeit von Produktentwicklung und Produktion                                                               |
| LEAD Factory                                 | Graz University of Technology                     | Österreich   | Scooter                                                                | Lean, Energie Effizienz, Digitalisierung, Agilität                                                                 |
| LEAN-Factory                                 | Fraunhofer IPK, TU Berlin, ITCL GmbH              | Deutschland  | Pharmazeutische Tabletten                                              | Lean Management |
| LEAN LAB                                     | Fachhochschule Aachen                             | Deutschland  | Spielzeug-LKW                                                          | Schlanke Produktion, Industrie 4.0 und Lean Management                                                             |
| Learning- and Innovation Factory (LIF)       | TU Wien                                           | Österreich   | Slotcar                                                                | Integrierte Produkt- & Prozessplanung, Optimierung von Fertigungs- und Montageabläufen                             |
| Learning factory aIE                         | Universität Stuttgart                             | Deutschland  | Schreibtisch-Werkzeugsatz                                              | Schlanke Produktion und Qualitätsmanagement                                                                        |
| Learning Factory Global Production Karlsruhe | Karlsruhe Institute of technology                 | Deutschland  | Elektrischer Antrieb                                                   | Schlanke Produktion, Montageplanung, Industrie 4.0                                                                 |
| Lernfabrik für Schlanke Production (LSP)     | TU München                                        | Deutschland  | Zahnräder                                                              | Schlanke Philosophie, schlanke Montage                                                                             |
| LMS Factory                                  | University Patras                                 | Griechenland | Diverse Produkte                                                       | Training, Bildung                                                                                                  |
| LPS Learning Factory                         | Ruhr-Universität Bochum                           | Deutschland  | Flaschendeckel, Flaschenkapselhalter, verschiedene Sonderanfertigungen | Schlanke Produktion, Industrie 4.0, Ressourceneffizienz, Arbeitnehmerbeteiligung, Arbeit 4.0                       |
| MPS Lernplattform                            | Daimler AG                                        | Deutschland  | Diverse Produkte                                                       | Lean |
| MTA Sztaki Learning Factory Győr             | MTA Sztaki                                        | Ungarn       | Recyclebare Dummy-Werkstücke                                           | CPPS Aspekte |
| Operational Excellence Laboratory            | Université du Luxembourg                          | Luxemburg    | Locher                                                                 | Lean Production, Industrie 4.0                                                                                     |
| Pilot Factory Industrie 4.0                  | TU Wien                                           | Österreich   | 3D-Drucker                                                             | Fabrik-Virtualisierung, adaptive Fertigung, cyber-physikalische Montage & Logistik                                 |
| Smart Mini-Factory                           | Free University of Bolzano                        | Italien      | Pneumatischer Zylinder, Pneumatischer Schlagschrauber                  | Intelligente Fertigungssysteme, Automatisierung                                                                    |
| Stellenbosch Learning Factory                | Stellenbosch University                           | Südafrika    | O-scale train set                                                      | Schlanke Abläufe, Ergonomie, Industrie 4.0                                                                         |
| Zentrum Industrie 4.0                        | Universität Potsdam                               | Deutschland  | Kniegelenke, Schokoladen-Tafeln, Optische Linsen                       | Industrie 4.0, Arbeit 4.0, Umgang mit cyber-physischen Produktionssystemen                                         |
| Process-to-Order Lab (P2O-Lab)               | Technische Universität Dresden                    | Deutschland  | Algen, verschiedenste chemische Produkte                               | Modularisierung, Digitalisierung und Künstliche Intelligenz in der Prozessindustrie                                |

## Kompetenzorientierte Gestaltung von Lernfabriken
Das Lernfabrik-Konzept bietet verschiedenste Potentiale zu bisherigen didaktischen und technischen Ansätzen. Durch das realistische Umfeld motiviert während der Schulung durch anwendbare und praktikable Lösungen. Dies erleichtert die Kompetenzentwicklung und ermöglicht problem-, projekt- oder forschungsbasiertes Lernen. Durch handlungsorientiertes Lernen ergeben sich deutliche Vorteile gegenüber traditionellen Lehrmethoden. Methoden, Innovationen und Technologien lassen sich leichter auf die Wirtschaft übertragen. Durch Lernfabriken werden Methoden in einer realistischen Produktionsumgebung angewendet, ohne dass es zu einem Stillstand der Produktionslinien im eigenen Unternehmen kommt.
Lernfabriken werden auf drei Gestaltungsebenen konzipiert:
- Auf der Makroebene werden das komplette Ausbildungsprogramm und die physikalische Fabrikumgebung mit den Fabrikelementen gestaltet. Dazu gehört auch die sozio-technische Infrastruktur (Produktionsumgebung, Produktionsprozesse, Produkt und Mitarbeiter). Im Gestaltungsprozess sind Lernziele, Zielgruppen und andere Stakeholder einzubeziehen.
- Die verschiedenen Lernmodule werden auf der Mesoebene gestaltet. Jedes Lernmodul kann verschiedene Teile der Lernfabrikumgebung nutzen. Der Lernprozess soll in dieser Gestaltungsebene strukturiert werden.
- Die Mikroebene konzentriert sich auf die Lernszenarien innerhalb eines Lernmoduls. Die Lernszenarien werden in explorative, experimentelle, systematisierende oder reflektierende Teile eingeteilt und bestimmen maßgeblich das Lernszenario. Die Vorbereitung der Schulung selbst sollte in dieser Gestaltungsebene ebenso berücksichtigt werden wie die Unterstützung im Lernprozess, das Lernmaterial, die Lernmedien sowie das Lernprodukt.

Weitere Details zum Gestaltungsprozess von Lernfabriken können in der Dissertation von Michael Tisch mit dem Titel „Modellbasierte Methodik zur kompetenzorientierten Gestaltung von Lernfabriken für die schlanke Produktion“ nachgelesen werden.

## Grenzen von Lernfabriken
Allerdings besitzt das Lernfabrik-Konzept auch Grenzen. Planung, Entwicklung, Bau und Betrieb von Lernfabriken erfordern finanzielle und personelle Ressourcen. Lernfabriken benötigen für das Abbilden einer Fabrik ausreichend Fläche. Maschinen, Arbeitsplätze und weitere Fabrikelemente müssen angeschafft und gewartet werden. Die Nachfrage nach entsprechenden Schulungen sollte vorhanden sein. Trainer und Lernfabrik-Betreiber sollten zur Verfügung stehen. Die Nachhaltigkeit sollte durch ein Betreibermodell sichergestellt werden. Darüber hinaus bilden Lernfabriken begrenzte Ausschnitte von Produktionsumgebungen ab. Es werden spezifische Industriebereiche, angesprochene Themen, einzelne Produktionsprozesse, Unternehmensbereiche und Zielgruppen angesprochen. Die Abbildung der Realität ist dementsprechend begrenzt.

## Belege
1. 1 2  E. Abele, G. Chryssolouris, W. Sihn, J. Metternich, H. El Maraghy, G. Seliger, G. Sivardf, W. El Maraghy, V. Hummel, M. Tisch, S. Seifermann: Learning Factories for future-oriented research and education in manufacturing. In: CIRP Annals. Band 66, Nr. 2, 2017, S. 803–826.
2. ↑  P. Wagner, M. Wannoffel, C. Prinz, D. Kreimeier: Learning Factory for Management, Organization and Workers’ Participation. In: Procedia CIRP. Band 32, 2015, S. 115–119.
3. ↑  E. Abele: Learning Factor. In: CIRP Encyclopedia of Production Engineering.
4. ↑  E. Abele, J. Metternich, M. Tisch, G. Chryssolouris, W. Sihn, H. El Maraghy, V. Hummel, F. Ranz: Learning Factories for Research, Education, and Training. In: Procedia CIRP. Band 32, 2015, S. 1–6.
5. ↑  Zwei neue Pilotfabriken für Österreich. In: BMK Infothek. Bundesministerium für Klimaschutz, Umwelt, Energie, Mobilität, Innovation und Technologie (BMK), 3. Juli 2017, abgerufen am 17. Juni 2022.
6. ↑  6,4 Millionen Euro für Industrie-4.0-Pilotfabrik in Graz. In: futurezone.at. k-digital Medien GmbH, 3. Juli 2017, abgerufen am 17. Juni 2022.
7. 1 2 3 4 5 6 7 8  "Website of the IALF". International Association of Learning Factories. 2019-08-21.
8. 1 2 3 4 5 6 7 8 9 10  E. Abele, J. Metternich, M. Tisch: Learning Factories – Concepts, Guidelines, Best-Practice Examples.
9. ↑  J. Enke, R. Glass, A. Kreß, J. Hambach, M. Tisch, J. Metternich: Industrie 4.0 – Competencies for a modern production system: A curriculum for Learning Factories. In: Procedia Manufacturing. Band 23, 2018, S. 267–272.
10. ↑  W. Sihn, F. Bleicher, D. Gerhard: Vision and Implementation of the Learning and Innovation Factory of the Vienna University of Technology. In: W. Sihn, A. Jäger (Hrsg.): 2nd Conference on Learning Factories—Competitive Production in Europe Through Education and Training. 2012, S. 160–177.
11. ↑  D. Kreimeier, C. Prinz, F. Morlock: Lernfabriken in Deutschland: Praktisches Lernen in einer Fertigungsumgebung zur Schulung von Ganzheitlichen Produktionssystemen. In: Zeitschrift für wirtschaftlichen Fabrikbetrieb. Band 108, Nr. 10, Oktober 2013, S. 724–727.
12. ↑  Norbert Gronau, André Ullrich, Malte Teichmann: Development of the Industrial IoT Competences in the Areas of Organization, Process, and Interaction Based on the Learning Factory Concept. In: Procedia Manufacturing (= 7th Conference on Learning Factories, CLF 2017). Band 9, 1. Januar 2017, ISSN 2351-9789, S. 254–261, doi:10.1016/j.promfg.2017.04.029 (sciencedirect.com).
13. ↑  Malte Teichmann, André Ullrich, Norbert Gronau: Subject-oriented learning - A new perspective for vocational training in learning factories. In: Procedia Manufacturing (= Research. Experience. Education. 9th Conference on Learning Factories 2019 (CLF 2019), Braunschweig, Germany). Band 31, 1. Januar 2019, ISSN 2351-9789, S. 72–78, doi:10.1016/j.promfg.2019.03.012 (sciencedirect.com).
14. ↑  Redaktion IG Metall: Seminardetails. Abgerufen am 5. Januar 2021.
15. ↑  Werk150, auf esb-business-school.de
16. ↑  Forschung Process2Order Lab. Abgerufen am 8. Juni 2023.
17. ↑  Lucas Vogt, Florian Pelzer, Anselm Klose, Valentin Khaydarov, Hannes Lange, Isabell Viedt, Jonathan Mädler, Leon Urbas: P2O-Lab: A Learning Factory for Digitalization and Modularization. In: Proceedings of the 13th Conference on Learning Factories 2023 (CLF2023). SSRN, 23. Mai 2023, doi:10.2139/ssrn.4456423 (englisch).
18. ↑  Hannes Lange, Anselm Klose, Wolfgang Lippmann, Leon Urbas: Technical evaluation of the flexibility of water electrolysis systems to increase energy flexibility: A review. In: International Journal of Hydrogen Energy. Band 48, Nr. 42, 15. Mai 2023, ISSN 0360-3199, S. 15771–15783, doi:10.1016/j.ijhydene.2023.01.044 (elsevier.com [abgerufen am 11. November 2024]).
19. ↑  J. Cachay, J. Wennemer, E. Abele, R. Tenberg: Study on Action-Oriented Learning with a Learning Factory Approach. In: Procedia—Social and Behavioral Sciences. Band 55, 2012, S. 1144–1153.
20. 1 2  M. Tisch, J. Metternich: Potentials and limits of learning factories in research, innovation transfer, education, and training. In: Procedia Manufacturing. Band 9, 2017, S. 1355–1375.
21. ↑  M. Tisch: Modellbasierte Methodik zur kompetenzorientierten Gestaltung von Lernfabriken für die schlanke Produktion. Shaker Verlag, 2018, ISBN 978-3-8440-5824-6.